# Demografía de Argentina
La población de la República Argentina, según el resultado del censo que fuese realizado el miércoles 18 de mayo de 2022, asciende a 45 892 285 habitantes.
Argentina es un país con baja densidad de población (16.5 hab./km²), muy concentrada en el área metropolitana de Buenos Aires (AMBA), donde reside un 35.7 % de la población total, mayoritariamente urbana (un 92 % al 2011), y con una gran proporción de personas mayores de sesenta años (14.3 %). Tiene altas tasas de esperanza de vida (76.58 años) y alfabetización (99 %).

## Población

### Último censo
18 de mayo de 2022: 45 892 285 habitantes.

### Población actual estimada
1 de julio de 2024 (est.): 47 067 641 habitantes.

### Proyecciones bajo diferentes escenarios
| Año  | Baja fertilidad | Media fertilidad | Alta fertilidad | Fuente |
| ---- | --------------- | ---------------- | --------------- | ------ |
| 2030 | 45.960.000      | 46.580.000       | 47.210.000      | [ 12 ] |
| 2040 | 45.610.000      | 47.820.000       | 50.030.000      | [ 12 ] |
| 2050 | 44.460.000      | 48.310.000       | 50.520.000      | [ 12 ] |
| 2060 | 42.130.000      | 47.640.000       | 53.500.000      | [ 12 ] |
| 2070 | 38.680.000      | 46.100.000       | 54.540.000      | [ 12 ] |
| 2080 | 34.570.000      | 43.980.000       | 55.260.000      | [ 12 ] |
| 2090 | 29.990.000      | 41.250.000       | 55.500.000      | [ 12 ] |
| 2100 | 25.180.000      | 38.260.000       | 55.820.000      | [ 12 ] |

En promedio, se estima que la población argentina alcanzará su pico máximo en 2050 con 48 millones de habitantes, y para fines del siglo XXI se estima que Argentina tendrá 38 millones de habitantes según las Naciones Unidas.

## Perfil demográfico

Desarrollo histórico de la población de Argentina.

El país registró en los comienzos del siglo XX altas tasas de crecimiento poblacional debido a los procesos de inmigración, sumados a un alto crecimiento vegetativo. El crecimiento total es aproximadamente el resultado de la diferencia entre la tasa bruta de natalidad y la tasa bruta de mortalidad. En el período censal 1980-1991, la tasa de crecimiento anual medio fue del 14.7 por mil (1.47 %), en el decenio 1991-2001 del 10.1 por mil (1.01 %), entre 2001-2010 del 11.4 por mil (1.14 %), entre 2010-2022 del 11.6 por mil (1.16 %), registrando un aumento frente al período anterior.
Hacia 2020, según un estudio realizado por el Registro Nacional de las Personas (RENAPER), la población argentina era de 45 376 763 personas, de las cuales el 92 % vivía en zonas urbanas, convirtiéndose en uno de los países más urbanizados del mundo, siendo el promedio mundial del 54 %. Esto refleja un aumento respecto al 90.9 % de 2010, y del 89.4 % de 1991. En contraste el 40 % de los pueblos rurales está en riesgo de extinción. El 37 % de la población urbana se encuentra localizada en el Aglomerado Gran Buenos Aires (AGBA). En total existen 31 aglomerados urbanos.
Argentina registra índices sociolaborales diversificados que se acoplan a la posición y distribución territorial. La tasa de mortalidad infantil es del 8.4 por mil para 2022, y la esperanza de vida se ubica en 76.58 para 2023.

Esperanza de vida en Argentina desde 1875.

La composición étnica de la actual población argentina es el resultado de una base indígena originaria, a la que se sumó una corriente colonizadora española que introdujo también población esclava de origen africano, y más recientemente una gran ola de inmigración procedente de Europa (principalmente italianos y españoles), así como considerables corrientes, árabes, judías,  armenias, coreanas, japonesas y chinas, así como de países sudamericanos.
La Argentina es considerada como «país de inmigración» debido a las masivas corrientes migratorias que recibió a lo largo del tiempo, principalmente desde el continente europeo, destacando primordialmente a italianos, españoles, alemanes y eslavos (principalmente polacos, ucranianos, rusos y croatas), judíos y árabes. En la actualidad, recibe inmigrantes de Asia (China y Corea del Sur) y de una gran cantidad de países sudamericanos cercanos, en especial Paraguay, Bolivia, Perú, Venezuela, Chile y Colombia.
A partir de mediados de los años 1960 se comienzan a registrar corrientes emigratorias, que obedecen al proceso de «fuga de cerebros», a las persecuciones políticas que existieron hasta 1983 y a las reiteradas crisis económicas, siendo los principales destinos España, Italia, Estados Unidos y México. El censo de 2001 registró un saldo migratorio negativo en el quinquenio 1995-2000, proceso que el INDEC ha estimado que continuó luego del año 2000, revirtiendo así el histórico saldo positivo del país.
Argentina es el cuarto país más poblado de América Latina, después de Brasil, México y Colombia. La República Argentina viene registrando una tasa de natalidad en descenso en los últimos años en todo su territorio ubicándose a fines de 2022 una natalidad de 10.7 nacimientos por cada mil habitantes, y siendo la tasa de fertilidad de 1.44 hijos por mujer, la más baja de la historia.

## Cantidad total de habitantes
De acuerdo con datos definitivos, la población de la República Argentina de acuerdo con el censo argentino de 2022 que realizó el INDEC asciende a 45 892 285 habitantes, con una densidad media de 16.5 hab./km² (sin considerar la superficie de la Antártida Argentina e Islas del Atlántico Sur).
Como el censo de 2001 había arrojado un total de 36 260 130 habitantes, el incremento de población fue de 3 856 966 habitantes con una tasa de variación intercensal 2001-2010 del 10.6 %, menor a la registrada entre los censos de 1991 y 2001 del 11.2 %.
Debido a la evolución de las tasas de mortalidad y el flujo migratorio internacional, el índice de masculinidad muestra un constante descenso desde mediados del siglo XX: de 105 varones por cada cien mujeres a 95.9 por cada cien para 2010. Del total de la población según el censo de 2010 arrojó un 51.3 % de mujeres y un 47.6 % de varones.
| Gráfica de evolución demográfica de Argentina entre 1869 y 2022 |
|                                                                 |

## Distribución territorial

### Provincias

Densidad poblacional por municipio, según el Censo de 2022.

La población se encuentra repartida de forma desigual, concentrándose principalmente en el área metropolitana de Buenos Aires (AMBA) donde viven 16.9 millones de personas, equivalente al 35.7 % de la población total. Siendo el AMBA una de las veinte megalópolis más poblada del mundo, y el tercer aglomerado urbano de América Latina, considerablemente detrás de Ciudad de México y São Paulo.
La provincia de Buenos Aires es por mucho la más poblada del país con 17 523 996 habitantes (el 38.16 % del total nacional, según los resultados definitivos del Censo Nacional de Población, Hogares y Viviendas de 2022, de los cuales aproximadamente trece millones viven en el Gran Buenos Aires y 4.5 millones en el resto de la provincia. Con mucho menos población, le siguen en magnitud las provincias vecinas de Córdoba y Santa Fe más la ciudad de Buenos Aires con poblaciones en torno a los 3.5 millones. En total, el 60% de la población está concentrada en una región integrada por las tres provincias (Buenos Aires, Córdoba, Santa Fe) y la ciudad de Buenos Aires, y en una superficie que no alcanza el 22 % del total del país.
Luego, se encuentra con 2 043 540 habitantes Mendoza, con 1 731 820 habitantes Tucumán y lejos de las cifras apuntadas, rondando un millón de habitantes se encuentran Entre Ríos, Salta, Chaco, Misiones y Corrientes. Destaca en este grupo la provincia de Tucumán, con una densidad de población de 60 hab./km², superior a la de provincias más pobladas como Córdoba y Santa Fe e incluso a la media de la provincia de Buenos Aires pero explicada debida a su pequeña superficie territorial.
Finalmente, se encuentran el resto de provincias, con Jujuy a la cabeza en densidad de población, y disminuyendo ésta a medida que nos alejamos de la Capital Federal especialmente hacia el Sur, donde se puede afirmar que el proceso de poblamiento prosigue hoy día.
Respecto a la distribución territorial de la población el Censo de 2010 destaca a la Patagonia como la región con mayor crecimiento demográfico, especialmente la provincia de Santa Cruz con más del 39 % de incremento, que está indicando un lento desplazamiento de la población del país hacia el sur. La ciudad autónoma de Buenos Aires fue la de crecimiento más lento con apenas el 4 %, seguida por La Pampa, con poco más del 5 %. La provincia de Misiones a pasó al noveno lugar al superar en población a la provincia de Chaco, mientras que la provincia de Neuquén superó a la de Formosa.
| Población por distritos |                                 |                                               |                        |       |
| #                       | Jurisdicción                    | Población (Censo 2022) Resultados definitivos | Población (Censo 2010) | +/-   |
| 1                       | Provincia de Buenos Aires       | 17 523 996                                    | 15 625 084             | +12.1 |
| 2                       | Córdoba                         | 3 840 905                                     | 3 308 876              | +16.1 |
| 3                       | Santa Fe                        | 3 544 908                                     | 3 194 537              | +11.0 |
| 4                       | Ciudad Autónoma de Buenos Aires | 3 121 707                                     | 2 890 151              | +8.0  |
| 5                       | Mendoza                         | 2 043 540                                     | 1 738 929              | +17.5 |
| 6                       | Tucumán                         | 1 731 820                                     | 1 448 188              | +19.6 |
| 7                       | Salta                           | 1 441 351                                     | 1 214 441              | +18.7 |
| 8                       | Entre Ríos                      | 1 425 578                                     | 1 235 994              | +15.3 |
| 9                       | Misiones                        | 1 278 873                                     | 1 101 593              | +16.1 |
| 10                      | Corrientes                      | 1 212 696                                     | 992 595                | +22.2 |
| 11                      | Chaco                           | 1 129 606                                     | 1 055 259              | +7.0  |
| 12                      | Santiago del Estero             | 1 060 906                                     | 874 006                | +21.4 |
| 13                      | San Juan                        | 822 853                                       | 681 055                | +20.8 |
| 14                      | Jujuy                           | 811 611                                       | 673 307                | +20.5 |
| 15                      | Río Negro                       | 750 768                                       | 638 645                | +17.5 |
| 16                      | Neuquén                         | 710 814                                       | 551 266                | +28.9 |
| 17                      | Formosa                         | 607 419                                       | 530 162                | +14.8 |
| 18                      | Chubut                          | 592 621                                       | 509 108                | +16.4 |
| 19                      | San Luis                        | 542 069                                       | 432 310                | +25.4 |
| 20                      | Catamarca                       | 429 562                                       | 367 828                | +16.8 |
| 21                      | La Rioja                        | 383 865                                       | 333 642                | +15.1 |
| 22                      | La Pampa                        | 361 859                                       | 318 951                | +13.5 |
| 23                      | Santa Cruz                      | 337 226                                       | 273 964                | +23.1 |
| 24                      | Tierra del Fuego                | 185 732                                       | 127 205                | +46.0 |
|                         | Total del país                  | 45 892 285                                    | 40 117 096             | 14.4  |

### Ciudades
Esta es una lista de las localidades de Argentina con más de 150 000 habitantes dentro de su área de jurisdicción, ordenadas por cantidad de población según los datos del censo argentino de 2010.
Cabe destacar que para la elaboración de la lista se tienen en cuenta aquellas localidades que tienen la condición de ciudad individualmente consideradas, y no como partes de aglomeraciones urbanas mayores, ni de departamentos o partidos que pueden integrar. Por ejemplo: la ciudad de La Plata en esta lista aparece en el puesto 25.º, siendo que el Gran La Plata en la lista de aglomerados de Argentina aparece en el 6.º lugar. 
El último censo nacional realizado, el censo de 2022, no ha difundido los números de población discriminados por ciudad (solamente se hizo a nivel país, provincias y departamentos), razón por la que se utilizan los números del censo previo, de 2010.
| #   | Ciudad                              | Provincia              | Población (INDEC, 2010) | Referencias |
| --- | ----------------------------------- | ---------------------- | ----------------------- | ----------- |
| 001 | Buenos Aires                        | Ciudad de Buenos Aires | 2 890 151               | [ 29 ]      |
| 002 | Córdoba                             | Córdoba                | 1 317 298               | [ 29 ]      |
| 003 | Rosario                             | Santa Fe               | 948 312                 | [ 29 ]      |
| 004 | Mar del Plata                       | Buenos Aires           | 593 337                 | [ 30 ]      |
| 005 | San Miguel de Tucumán               | Tucumán                | 548 866                 | [ 29 ]      |
| 006 | Salta                               | Salta                  | 520 683                 | [ 29 ]      |
| 007 | Santa Fe                            | Santa Fe               | 391 164                 | [ 29 ]      |
| 008 | Corrientes                          | Corrientes             | 346 334                 | [ 29 ]      |
| 009 | Bahía Blanca                        | Buenos Aires           | 291 327                 | [ 30 ]      |
| 010 | Resistencia                         | Chaco                  | 290 723                 | [ 29 ]      |
| 011 | Posadas                             | Misiones               | 275 028                 | [ 29 ]      |
| 012 | Merlo                               | Buenos Aires           | 268 961                 | [ 31 ]      |
| 013 | Quilmes                             | Buenos Aires           | 262 379                 | [ 31 ]      |
| 014 | San Salvador de Jujuy               | Jujuy                  | 257 970                 | [ 29 ]      |
| 015 | Guaymallén                          | Mendoza                | 252 618                 | [ 29 ]      |
| 016 | Santiago del Estero                 | Santiago del Estero    | 252 192                 | [ 29 ]      |
| 017 | Gregorio de Laferrere               | Buenos Aires           | 248 362                 | [ 31 ]      |
| 018 | José C. Paz                         | Buenos Aires           | 247 217                 | [ 31 ]      |
| 019 | Paraná                              | Entre Ríos             | 247 139                 | [ 29 ]      |
| 020 | Banfield                            | Buenos Aires           | 246 467                 | [ 31 ]      |
| 021 | González Catán                      | Buenos Aires           | 238 067                 | [ 31 ]      |
| 022 | Neuquén                             | Neuquén                | 231 198                 | [ 29 ]      |
| 023 | Formosa                             | Formosa                | 222 226                 | [ 29 ]      |
| 024 | Lanús                               | Buenos Aires           | 215 956                 | [ 31 ]      |
| 025 | La Plata                            | Buenos Aires           | 193 144                 | [ 32 ]      |
| 026 | Godoy Cruz                          | Mendoza                | 191 299                 | [ 29 ]      |
| 027 | Isidro Casanova                     | Buenos Aires           | 190 696                 | [ 31 ]      |
| 028 | Las Heras                           | Mendoza                | 189 067                 | [ 29 ]      |
| 029 | Berazategui                         | Buenos Aires           | 180 523                 | [ 31 ]      |
| 030 | La Rioja                            | La Rioja               | 178 872                 | [ 29 ]      |
| 031 | Comodoro Rivadavia                  | Chubut                 | 175 196                 | [ 29 ]      |
| 032 | Moreno                              | Buenos Aires           | 171 849                 | [ 31 ]      |
| 033 | San Luis                            | San Luis               | 169 947                 | [ 29 ]      |
| 034 | San Miguel                          | Buenos Aires           | 168 762                 | [ 31 ]      |
| 035 | San Fernando del Valle de Catamarca | Catamarca              | 159 139                 | [ 29 ]      |
| 036 | Río Cuarto                          | Córdoba                | 157 010                 | [ 29 ]      |
| 037 | Virrey del Pino                     | Buenos Aires           | 156 132                 | [ 31 ]      |

### Municipios
En la Argentina existen 2171 municipios y comunas con un promedio de 17 173 habitantes por municipio. La provincia que más municipios y comunas tiene es Córdoba con 428, seguida por Santa Fe con 363, Entre Ríos con 265 y provincia de Buenos Aires con 135. Según los resultados definitivos del censo de 2022, los municipios con mayor cantidad de población son:
| #  | Municipio             | Provincia              | Población (Censo 2010) | Población (Censo 2022) | +/-     |
| -- | --------------------- | ---------------------- | ---------------------- | ---------------------- | ------- |
| 1  | Buenos Aires          | Ciudad de Buenos Aires | 2 890 151              | 3 121 707              | +8.01%  |
| 2  | La Matanza            | Buenos Aires           | 1 775 816              | 1 841 247              | +3.68%  |
| 3  | Córdoba               | Córdoba                | 1 329 604              | 1 505 250              | +13.21% |
| 4  | Rosario               | Santa Fe               | 1 199 364              | 1 348 698              | +12.45% |
| 5  | La Plata              | Buenos Aires           | 654 324                | 768 470                | +17.44% |
| 6  | Lomas de Zamora       | Buenos Aires           | 613 192                | 690 323                | +12.57% |
| 7  | General Pueyrredón    | Buenos Aires           | 618 989                | 667 082                | +7.76%  |
| 8  | Quilmes               | Buenos Aires           | 580 829                | 633 391                | +9.04%  |
| 9  | Salta                 | Salta                  | 535 303                | 627 704                | +17.26% |
| 10 | San Miguel de Tucumán | Tucumán                | 548 866                | 590 342                | +7.55%  |
| 11 | Almirante Brown       | Buenos Aires           | 552 902                | 584 827                | +5.77%  |
| 12 | Merlo                 | Buenos Aires           | 528 494                | 582 486                | +10.21% |
| 13 | Moreno                | Buenos Aires           | 452 505                | 576 632                | +27.43% |
| 14 | Santa Fe              | Santa Fe               | 490 171                | 572 265                | +16.74% |
| 15 | Confluencia           | Neuquén                | 362 673                | 468 794                | +29.26% |
| 16 | Lanús                 | Buenos Aires           | 459 253                | 461 267                | +0.43%  |
| 17 | San Martín            | Buenos Aires           | 414 196                | 450 575                | +8.78%  |
| 18 | Tigre                 | Buenos Aires           | 376 381                | 446 949                | +18.74% |
| 19 | Corrientes            | Corrientes             | 356 314                | 432 192                | +21.29% |
| 20 | San Fernando          | Chaco                  | 390 874                | 416 140                | +6.46%  |

## Dinámica demográfica
La población de la República Argentina (de acuerdo a las estimaciones del INDEC) al 1 de julio de 2022 asciende a 46 234 830 habitantes. Según estimaciones de la CIA The World Factbook ascendía a 46 245 668 de habitantes. De acuerdo con datos del Ministerio de Salud de la República Argentina en el año 2022, la tasa bruta de natalidad alcanzó 10.7 por mil y la de mortalidad 8.6. Además en 2022 la tasa global de fecundidad fue la más baja de la que se tenga registro alcanzando los 1.44 hijos por mujer.
La tasa de mortalidad infantil viene registrando una progresiva mejoría: 63.1‰ en 1970; 33.2 ‰ en 1980; 25.6 ‰ en 1990; 16.6 ‰ en 2000, 12.1‰ en 2009, 11.1 ‰ en 2012. y 9.69 ‰ en 2015. En 2022 alcanzó los 8.4 ‰.
En cuanto a la evolución demográfica argentina se registra una tasa de crecimiento ascendente hasta el año 1914, principalmente debido a la alta tasa de inmigración, un moderado crecimiento entre 1914 y 1947, y un ritmo de crecimiento aún más leve desde 1960 hasta 2001. Esto se explica por el proceso de transición demográfica. En 2010 se visualiza un incremento leve en el ritmo de crecimiento con respecto al censo anterior (10.1 por mil) con una tasa de crecimiento medio anual de 11.4 por mil.
Las variables demográficas no son homogéneas entre las distintas jurisdicciones del país. Es así como la ciudad de Buenos Aires, urbe principal del aglomerado urbano más envejecido del país, presenta una conformación demográfica similar a la de los países europeos distinguiéndose del resto del país: la tasa de crecimiento medio anual del 4.5 por mil entre 2001 y 2010 fue la más baja del país.
Luego están las provincias —entre ellas las más pobladas— como las de Buenos Aires, Córdoba, Entre Ríos, Mendoza, Santa Fe y La Pampa que en general presentan variables demográficas concordantes con la de la media nacional.
En otro orden, se encuentran la mayoría de las provincias del noroeste y noreste (Chaco, Corrientes, Formosa, Jujuy, Misiones, Salta, San Juan, Santiago del Estero y Tucumán) que a nivel general el censo 2010 demostró que mantienen tasas de natalidad por sobre el promedio nacional pero han experimentado sus poblaciones una fuerte emigración hacia centros urbanos como el Gran Buenos Aires o el Gran Rosario, vislumbrándose así un crecimiento total menor a la media nacional.
Las provincias de la Patagonia han mostrado un fuerte crecimiento entre 2001 y 2010, entre ellas la provincia de Santa Cruz donde la población aumentó un 38.4 %, el más elevado del país. Según autoridades del INDEC, el gran crecimiento poblacional de esta región no se debe a un aumento de la fecundidad, sino a un fuerte proceso inmigratorio en busca de mejores condiciones laborales.

### Evolución histórica de la población total
Resultados de los censos nacionales realizados en Argentina:
| Año  | Población  | Tasa anual media de crecimiento (por mil) | Población extranjera / Población total (%) | Población urbana (%) | Tasa global de fecundidad (hijos por mujer) | Expectativa de vida al nacer (años) |
| ---- | ---------- | ----------------------------------------- | ------------------------------------------ | -------------------- | ------------------------------------------- | ----------------------------------- |
| 1895 | 4 044 911  | 31.0 (1869-1895)                          | 25.4                                       | 37.4                 | 6.2                                         | 40.0                                |
| 1914 | 7 903 662  | 35.7 (1895-1914)                          | 29.9                                       | 52.7                 | 5.3                                         | 48.5                                |
| 1947 | 15 893 827 | 21.4 (1914-1947)                          | 15.3                                       | 62.2                 | 3.3                                         | 61.1                                |
| 1960 | 20 013 793 | 17.4 (1947-1960)                          | 13.0                                       | 72.0                 | 3.1                                         | 66.4                                |
| 1970 | 23 364 431 | 15.6 (1960-1970)                          | 9.5                                        | 79.0                 | 3.1                                         | 65.6                                |
| 1980 | 27 949 480 | 18.1 (1970-1980)                          | 6.8                                        | 83.0                 | 3.3                                         | 68.9                                |
| 1991 | 32 615 528 | 14.7 (1980-1991)                          | 5.0                                        | 88.4                 | 2.9                                         | 72.9                                |
| 2001 | 36 260 130 | 10.1 (1991-2001)                          | 4.2                                        | 89.3                 | 2.4                                         | 73.8                                |
| 2010 | 40 117 096 | 11.4 (2001-2010)                          | 4.5                                        | 90.9                 | 2.4                                         | 75.3                                |
| 2022 | 45 892 285 | 11.7 (2010-2022)                          | 4.2                                        | 92.0                 | S/D                                         | 76.6                                |

### Evolución histórica de la población en centros urbanos OC
La población de los grandes centros urbanos de la Argentina tuvieron la siguiente evolución:
| Aglomerado urbano          | 1869    | 1895      | 1914      | 1947      | 1960      | 1970       | 1980       | 1991       | 2001       | 2010       | 2015 (est) |
| -------------------------- | ------- | --------- | --------- | --------- | --------- | ---------- | ---------- | ---------- | ---------- | ---------- | ---------- |
| Gran Buenos Aires          | 214 692 | 781 617   | 2 034 031 | 4 722 381 | 6 739 045 | 8 352 611  | 9 766 030  | 10 934 727 | 11 460 575 | 13 596 320 | 15 180 000 |
| Gran Córdoba               | 34 458  | 47 609    | 121 982   | 380 000   | 591 563   | 792 925    | 1 004 929  | 1 208 554  | 1 368 301  | 1 466 823  | 1 511 000  |
| Gran Rosario               | 23 169  | 91 669    | 245 199   | 485 000   | 669 173   | 806 942    | 956 761    | 1 118 905  | 1 161 188  | 1 236 089  | 1 311 000  |
| Gran Mendoza               | 9 361   | 28 302    | 72 677    | 224 419   | 330 727   | 477 810    | 612 777    | 778 113    | 848 660    | 1 086 126  | 1 190 000  |
| Gran San Miguel de Tucumán | 17 438  | 34 305    | 92 284    | 198 533   | 297 305   | 366 392    | 498 579    | 622 324    | 738 479    | 794 237    | 910 000    |
| Gran La Plata              |         | 45 410    | 137 413   | 266 000   | 404 129   | 495 939    | 564 750    | 642 802    | 694 253    | 787 294    | 846 000    |
| Gran Mar del Plata         |         | 8 639     | 32 940    | 115 000   | 211 365   | 302 282    | 415 309    | 541 733    | 669 600    | 765 000    | 860 000    |
| Gran Salta                 | 11 716  | 16 672    | 28 436    | 67 403    | 117 400   | 179 216    | 261 638    | 370 904    | 468 583    | 539 187    |            |
| Gran Santa Fe              | 10 670  | 22 224    | 64 095    | 173 000   | 208 900   | 246 184    | 334 913    | 406 388    | 454 238    | 490 171    |            |
| Gran San Juan              | 8 353   | 10 410    | 16 629    | 110 000   | 156 828   | 222 601    | 291 707    | 352 691    | 421 640    | 461 213    |            |
| Gran Resistencia           |         | 1 308     | 8 387     | 64 700    | 108 287   | 142 848    | 220 104    | 292 287    | 359 590    | 385 726    |            |
| Gran Santiago del Estero   | 7 775   | 10 237    | 28 733    | 76 992    | 106 137   | 140 576    | 198 244    | 263 471    | 327 974    | 360 923    |            |
| Gran Corrientes            | 11 218  | 16 129    | 28 681    | 56 544    | 97 507    | 136 924    | 180 612    | 258 103    | 314 546    | 346 334    |            |
| Gran Neuquén               |         |           | 2 152     | 10 261    | 36 600    | 66 838     | 138 370    | 243 803    | 291 041    | 341 301    |            |
| Gran Posadas               |         | 4 237     | 10 128    | 37 588    | 70 691    | 97 514     | 145 889    | 211 145    | 279 961    | 319 469    |            |
| Gran San Salvador de Jujuy | 3 071   | 4 159     | 7 622     | 31 091    | 44 188    | 82 637     | 125 613    | 180 102    | 278 336    | 310 106    |            |
| Gran Bahía Blanca          | 1 468   | 14 238    | 70 269    | 122 059   | 126 669   | 182 158    | 223 818    | 260 096    | 274 509    | 291 327    |            |
| Gran San Luis              | 3 748   | 9 826     | 15 057    | 25 147    | 40 852    | 51 082     | 73 037     | 115 501    | 164 374    | 280 069    |            |
| Gran Paraná                | 10 098  | 24 098    | 36 089    | 84 153    | 107 551   | 127 635    | 161 638    | 211 936    | 247 340    | 264 076    |            |
| Gran Formosa               |         | 1 537     | 4 296     | 16 506    | 36 499    | 61 071     | 93 603     | 147 636    | 198 074    | 222 226    |            |
| Gran Catamarca             | 5 718   | 9 727     | 14.973    | 32 536    | 50 704    | 64 410     | 88 432     | 135 655    | 175 265    | 200 100    |            |
| Gran La Rioja              | 4 489   | 5 931     | 8 245     | 23 809    | 35 431    | 46 090     | 67 043     | 103 727    | 143 684    | 178 872    |            |
| Gran Rawson                |         | 132       | 2 851     | 5 880     | 15 961    | 31 443     | 65 344     | 99 665     | 115 671    | 139 236    |            |
| Gran Santa Rosa            |         |           | 5 487     | 14 623    | 25 273    | 33 649     | 51 689     | 82 248     | 103 605    | 115 375    |            |
| Gran Río Gallegos          |         | 150       | 2 110     | 5 880     | 14 439    | 27 833     | 43 479     | 64 640     | 79 144     | 95 796     | 105 047    |
| Gran Viedma                | 1 690   | 2 751     | 8 369     | 10 106    | 14 731    | 23 475     | 38 442     | 57 473     | 65 137     | 73 322     |            |
| Gran Ushuaia               |         |           |           | 2 182     | 3 398     | 5 677      | 11 443     | 29 505     | 45 430     | 56 593     |            |
| Total                      | 327 453 | 1 077 842 | 2 831 799 | 6 689 243 | 9 950 027 | 12 560 464 | 15 849 796 | 19 474 038 | 21 474 689 | 24 911 984 | 21 053 047 |

### Fecundidad
La tasa global de fecundidad de la República Argentina, de acuerdo a los censos de población se viene reduciendo de manera constante.
| ARGENTINA | 6.8 | 6.2 | 5.3 | 3.3 | 3.1 | 3.1 | 3.3 | 2.9 | 2.4 | 2.4 |

### Estructura de la población

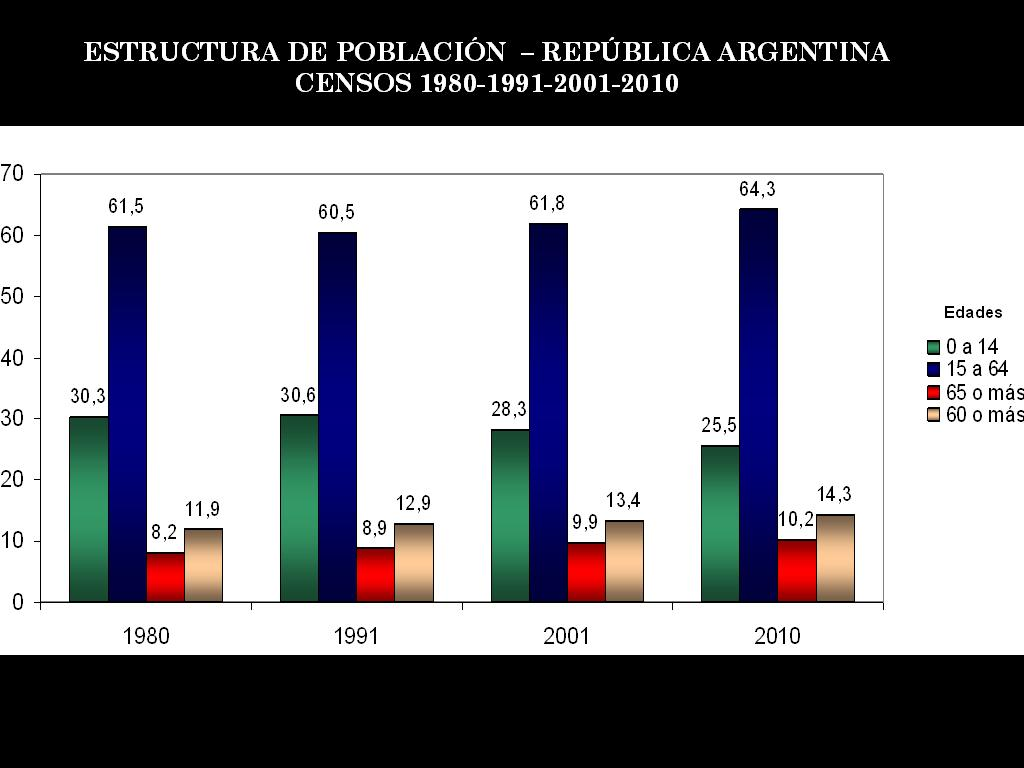
Estructura de población de la Argentina. Fuente: INDEC.

Según datos del Censo Nacional de Población, Hogares y Viviendas de 2022, la población argentina se compone en un 48.4 % de hombres y 51.6 % de mujeres. Según los datos del censo 2010, había un 48.7 % de varones y un 51.3 % de mujeres, siendo el índice de masculinidad (cantidad de varones por cada cien mujeres) de 94.8, similar al de 2001 de 94.9. Históricamente este índice alcanzó un máximo en 1914 con un valor de 115.5 (53.5 % de varones); en 1960 ambas poblaciones ya estaban equilibradas, habiendo sido el descenso desde el censo de 1991 de siete décimas (95.6).
Con respecto a los grupos etarios, para el 2022, el 22 % se encuentra entre los 0 y 14 años, el 66.1 % entre los 15 y 64 y la población de 65 años o más es del 11.9 %. Según datos del censo de 2010, la población de 65 años o más correspondía al 10.2 % del total y la de 60 años o más, al 14.3 %, haciendo que la Argentina sea el tercer país más envejecido de América Latina después de Uruguay y Cuba. A su vez, con el correr de las décadas, se nota un paulatino descenso de la población entre 0 a 14 años, representando el 25.5 % en 2010, inferior al 28.3 % de 2001.
La pirámide de población (2010), confirma la tendencia al aumento del peso relativo de la población adulta mayor y, a la vez, da cuenta de los menores niveles de natalidad. Esto último se refleja en el achicamiento de la base de la pirámide frente a la disminución de la población joven.
En la región, la Argentina integra junto a Chile, Cuba y Uruguay, el grupo de países con una transición demográfica avanzada, caracterizada por poblaciones con natalidad y mortalidad moderada o baja, lo que se traduce en un crecimiento natural bajo, del orden del 1 %.
| Edad  | Población  | %     | Hombres    | Mujeres    | % hombres | % mujeres |
| ----- | ---------- | ----- | ---------- | ---------- | --------- | --------- |
| 0-4   | 2 843 750  | 6.2 % | 1 440 893  | 1 402 857  | 50.6 %    | 49.4 %    |
| 5-9   | 3 596 417  | 7.9 % | 1 824 234  | 1 772 183  | 50.7 %    | 49.3 %    |
| 10-14 | 3 628 906  | 8.0 % | 1 842 705  | 1 786 201  | 50.8 %    | 49.2 %    |
| 15-19 | 3 559 019  | 7.8 % | 1 794 417  | 1 764 602  | 50.4 %    | 49.6 %    |
| 20-24 | 3 510 461  | 7.7 % | 1 735 025  | 1 775 436  | 49.5 %    | 50.5 %    |
| 25-29 | 3 550 391  | 7.8 % | 1 729 539  | 1 820 852  | 48.7 %    | 51.3 %    |
| 30-34 | 3 469 534  | 7.6 % | 1 684 646  | 1 784 888  | 48.5 %    | 51.5 %    |
| 35-39 | 3 288 769  | 7.2 % | 1 598 863  | 1 689 906  | 48.6 %    | 51.4 %    |
| 40-44 | 3 315 155  | 7.3 % | 1 603 622  | 1 711 533  | 48.5 %    | 51.5 %    |
| 45-49 | 2 862 951  | 6.3 % | 1 376 718  | 1 486 233  | 48.1 %    | 51.9 %    |
| 50-54 | 2 448 174  | 5.4 % | 1 169 613  | 1 278 561  | 47.8%     | 52.2 %    |
| 55-59 | 2 194 131  | 4.8 % | 1 038 682  | 1 155 449  | 47.3 %    | 52.7 %    |
| 60-64 | 1 977 706  | 4.3 % | 923 244    | 1 054 462  | 46.7 %    | 53.3 %    |
| 65-69 | 1 732 554  | 3.8 % | 790 896    | 941 658    | 45.6 %    | 54.4 %    |
| 70-74 | 1 415 564  | 3.1 % | 622 529    | 793 035    | 44.0 %    | 56.0 %    |
| 75-79 | 1 021 910  | 2.2 % | 419 408    | 602 502    | 41.0 %    | 59.0 %    |
| 80-84 | 645 505    | 1.4 % | 241 330    | 404 175    | 37.4 %    | 62.6 %    |
| 85-89 | 353 619    | 0.8 % | 116 378    | 237 241    | 32.9 %    | 67.1 %    |
| 90-94 | 156        | 0.3 % | 45 076     | 111 080    | 28.9 %    | 71.1 %    |
| 95-99 | 42 581     | 0.1 % | 11 729     | 30 852     | 27.5 %    | 72.5 %    |
| +100  | 5 534      | 0.0 % | 1 334      | 4 200      | 24.1 %    | 75.9 %    |
| Total | 45 618 787 | 100 % | 22 010 881 | 23 607 906 | 48.4 %    | 51.6 %    |

Distribución de grupos etarios en Argentina
Argentinos menores de 14 años por municipio
Argentinos entre los 15 y 64 años por municipio
Argentinos mayores de 65 años por municipio

### Distribución urbana/rural
De acuerdo con datos del Censo 2001, la Argentina es un país eminentemente urbano:
- Población urbana (localidades de más de 2000 habitantes): 89.31 % (48.27 % de varones)
- Población rural agrupada (localidades de menos de 2000 habitantes): 3.40 % (50.81 % de varones)
- Población rural dispersa (vivienda en campo abierto): 7.28 % (54.02 % de varones)

## Población con discapacidad(es)
En 2001, el 7.1 % de la población registraba alguna discapacidad. El porcentaje de personas con discapacidades va incrementándose con la edad.
| Edad      | Total | Varones | Mujeres |
| --------- | ----- | ------- | ------- |
| Total     | 7.1   | 6.8     | 7.3     |
| 0-4       | 1.8   | 2.0     | 1.7     |
| 5-14      | 3.6   | 4.1     | 3.0     |
| 15-29     | 3.2   | 3.7     | 2.8     |
| 30-49     | 4.6   | 5.0     | 4.2     |
| 50-64     | 11.2  | 11.2    | 11.1    |
| 65-74     | 21.2  | 22.3    | 20.4    |
| más de 75 | 37.8  | 35.8    | 38.9    |

En el año 2018, el Indec llevó a cabo una encuesta nacional en localidades de más de 5000 habitantes, de la que surgió que el 10.2 % de la población total padece algún tipo de discapacidad.
De ese total, un 48.8 % tiene alguna discapacidad motora, con un 30.0 % con dificultades para caminar, un 6.1 % con dificultades en los miembros superiores, y 12.9 % con ambas. Otro 25 % del conjunto de las personas con discapacidades tiene dificultades visuales, de las cuales el 3.6 % —casi uno de cada mil habitantes— son completamente no videntes. Del total de personas con discapacidad, el 20.8 % tiene dificultades en la audición, de los cuales el 49 % no pueden oír sin audífono —un 1 % de la población total. Del total de personas con dificultades, el 7.9 % tiene dificultades en el habla y de ellos el 10.6 % —algo menos de uno de cada mil habitantes— no puede hablar en absoluto. Un 12.3 % tiene dificultades para comprender lo que oye o aprender lo que estudia o se le enseña —un 1.25 % del total de la población—, de entre los cuales uno de cada ocho afirma no poder aprender nada.
El mismo estudio detalla también que el porcentaje de personas de más de catorce años de edad con alguna discapacidad que desempeña alguna tarea remunerada es del 35.9 %, pero alcanzando al 64.3 % para el grupo de edad de entre 30 y 49 años, y disminuyendo al 13.3 % para 65 años de edad y más.

## Composición étnica
La actual composición étnica de Argentina es, en orden cronológico, el resultado de la interacción de la población indígena-nativa precolombina con una corriente de población de conquistadores y colonizadores ibéricos y con otra de origen africano-subsahariano, inmigrada forzosamente y esclavizada (que dio origen a la población afroargentina), todo en la época colonial y primera mitad del siglo XIX.
A esta población, que formó la totalidad de la población argentina hasta aproximadamente 1860, se le sumó el flujo proveniente de la gran ola de inmigración europeo/asiática, mayoritariamente italiana y española. Esta ola inmigratoria sucedió en la segunda mitad del siglo XIX y la primera mitad del siglo XX, aunque la inmigración más importante, cuantitativamente hablando, se produjo entre 1880 y 1930.
Desde mediados de siglo XX, la composición étnica estuvo influida por las grandes migraciones internas del campo a la ciudad, y del norte y el litoral hacia las grandes urbes del país. Finalmente, el territorio argentino siempre recibió una considerable corriente migratoria procedente de otros países hispanoamericanos, destacando principalmente las comunidades procedentes de Paraguay y Bolivia; y, en menor medida, las de Chile, Perú, Uruguay, Colombia, República Dominicana y Venezuela. 
Como resultado de la continuidad de los pueblos originarios y los flujos inmigratorios, la población argentina cuenta con considerables comunidades étnicas. Particularmente, se encuentran comunidades qom, wichi, aimara, coya, mapuche, napolitana, calabresa, lombardesa, murciana, extremeña, asturiana, vasca, leonesa, catalana, gallega, castellana, navarra, valenciana, balear, andaluza, canaria, riojana, cántabra, aragonesa, francesa, alemana, árabe, ucraniana, croata, polaca, judía, armenia, chilena, uruguaya, inglesa, peruana, japonesa, china y coreana, entre otras.
Al igual que Estados Unidos, Canadá, Australia, Nueva Zelanda, Brasil o Uruguay, Argentina se considera como un «país de inmigración» por el fuerte impacto que las corrientes migratorias han tenido en la composición étnica de la población.
El mestizaje ha desempeñado un papel en la composición étnica de la población argentina. Las corrientes inmigratorias durante la época colonial y luego en la época de la gran inmigración ultramarina (1850-1930) estuvieron integradas mayoritariamente por varones solos que en varios casos se mezclaron en Argentina con mujeres indígenas o de origen africano o sus descendientes.
Diversos estudios genéticos concuerdan en términos generales que la proporción del componente genético amerindio es considerable, así como el indicio cierto de aporte africano, habiendo un grueso poblacional cuya genética se corresponde con la mixtura latinoamericana en grados variables.
El proceso de mestización registra una inusitada intensidad en Argentina, no solo con amplios intercambios sexuales entre las tres grandes ramas étnico-culturales (euroasiáticos, indígenas y africanos), sino también entre las decenas de etnias particulares que integran a cada una de ellas (italianos, españoles, polacos, árabes, alemanes, irlandeses, franceses, rusos, turcos, ucranianos, británicos, suizos, galeses, croatas, neerlandeses, belgas, checos, libaneses, sirios, judíos, mapuches, diaguitas, collas, guaraníes, bantúes, yorubas, etc.). Territorialmente, la composición genética varía entre las distintas regiones, provincias y ciudades, influenciada en gran medida por las grandes migraciones internas del campo a la ciudad, del norte hacia la región pampeana y hacia la Patagonia desde el resto del país.

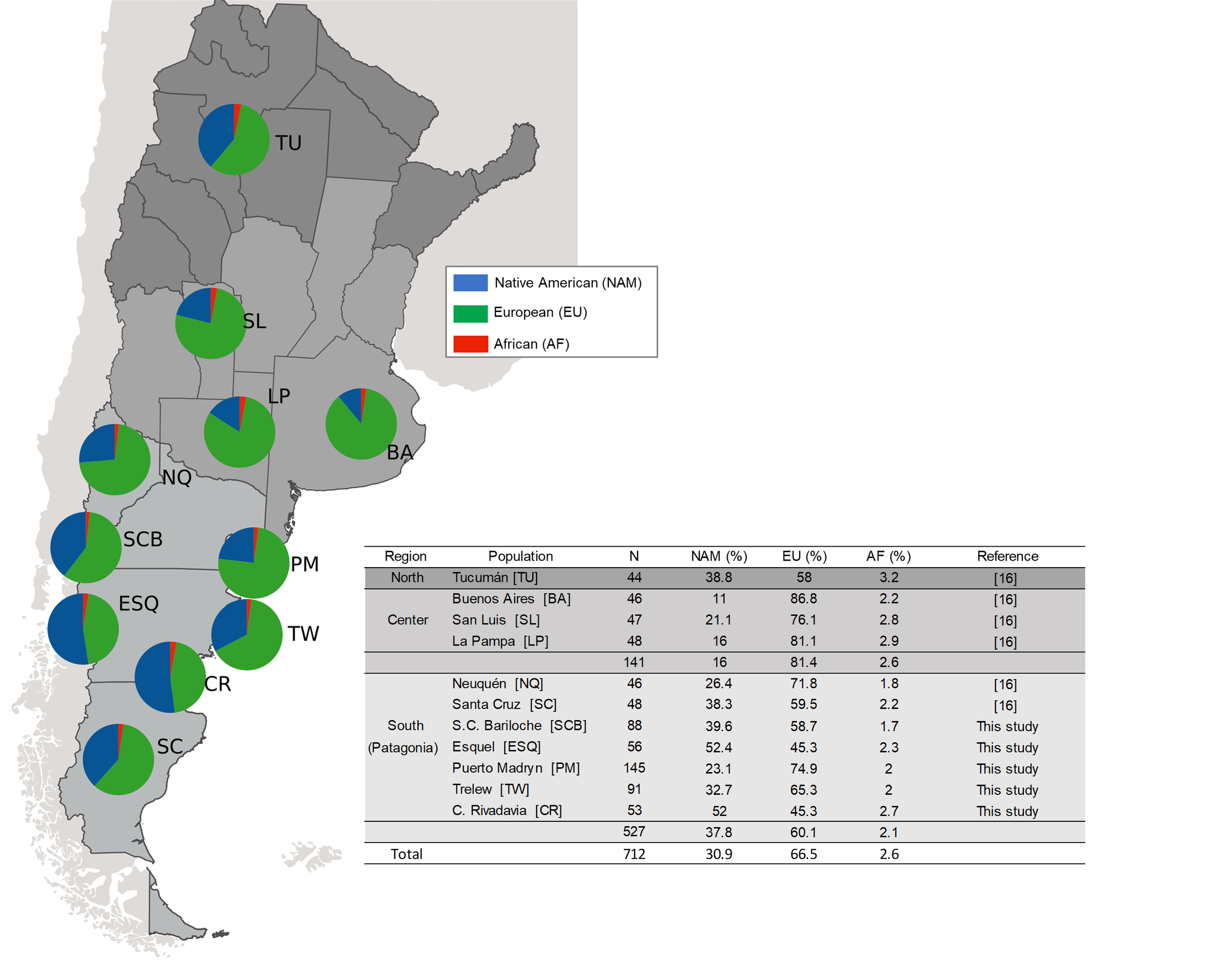
Resultados del estudio de Plos One Genetics de 2019, por región.

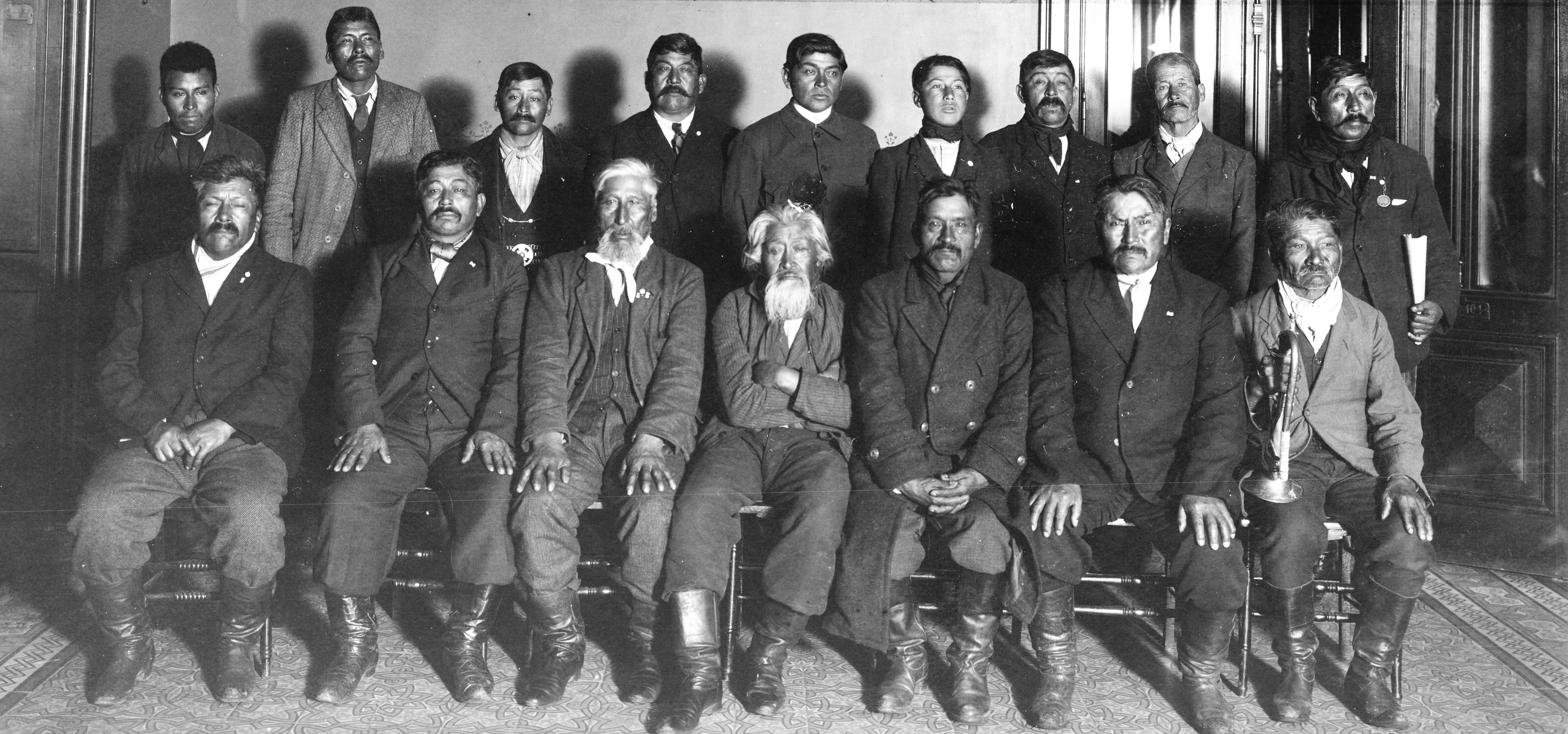
Foto histórica de Mapuches Argentinos en Buenos Aires, 1920

La población argentina actual es el resultado de un proceso de establecimiento de diferentes grupos étnicos en el territorio nacional, donde los componentes principales fueron el aporte mediterráneo (mayoritariamente italiano y en segundo lugar español, aunque debido a la colonización española, la influencia lingüística y cultural de esta etnia tuvo gran importancia) y él de los pueblos originarios.
En tiempos previos al nacimiento de Argentina como país independiente, se establecieron como grupos formadores los nativos argentinos, con más de treinta grupos étnicos diferentes. A partir del siglo XVI comienzan a llegar corrientes de población europea, casi totalmente española, así como también  población negra, provenientes de África e ingresada bajo el régimen de esclavitud. En 1778 el censo oficial registraba un 30 % de afrodescendientes en el total de la población del Virreinato del Río de la Plata; diversos estudios genéticos realizados en el siglo XXI han establecido que entre un 2.4 % y un 9 % de la población tienen antepasados provenientes de África, aunque un estudio elaborado por la Dirección Nacional de Población en base al censo nacional de población de 2010 registró que solo un 0.4 % autorreconocía esa ascendencia.
En la segunda mitad del siglo XIX se inició una gran ola de inmigración transoceánica, promovida por el Estado, principalmente de varones provenientes de Italia y España, pero con importantes contingentes de otras etnias europeas, así como de judíos y árabes, que se extendió hasta la primera mitad del siglo XX, dando pie a un gran aumento en las cifras poblacionales. La población argentina pasó de ser el 0.1 % de la población mundial en 1850, a ser el 0.6 % en 1930, porcentaje que se ha mantenido desde entonces. 
La mayoría de estos inmigrantes salieron de Europa, especialmente italianos y españoles, y en menor medida alemanes (especialmente del Volga), eslavos de todas las regiones (tanto eslavos occidentales como polacos y checoslovacos; eslavos orientales como rusos y ucranianos; y eslavos meridionales como yugoslavos y búlgaros), franceses, suizos, irlandeses, galeses, escoceses, neerlandeses, belgas, austrohúngaros, escandinavos (de Suecia, Noruega, Finlandia, Islandia y Dinamarca), bálticos (de Lituania, Estonia y Letonia), armenios, portugueses, entre muchos otros orígenes. También hubo importantes corrientes de inmigración árabe y askenazi.
La mayoría se asentaron en las actuales provincias más pobladas del país: Buenos Aires, Santa Fe y Córdoba en particular, concentrándose sobre todo en ciudades, destacando la ciudad de Buenos Aires como núcleo de mayor concentración. También hubo colonias rurales que fueron fundadas por inmigrantes europeos en La Pampa y provincias patagónicas como Río Negro, Neuquén y Chubut, así como provincias del litoral argentino como Entre Ríos, Corrientes, Chaco y Misiones. Muchos descendientes de inmigrantes siguen residiendo allí y poseen una identidad muy anclada en el recuerdo de sus ancestros, aunque con escasa preservación del idioma y los recuerdos vinculados a la ascendencia indígena y africana, habitualmente por línea materna.
A partir de la segunda mitad del siglo XX se da un cambio en las características migratorias y se dan diversos fenómenos que influenciaron la composición demográfica argentina. Por un lado se cierra la gran ola de inmigración en Argentina después de poco menos de 100 años de un fenómeno ininterrumpido, la mejoría económica europea impulsada por el Plan Marshall provoca que no haya un éxodo europeo hacia América y los números de inmigrantes europeos y del Asia occidental a Argentina casi desvanecen. A esto se suma un fuerte éxodo rural luego de 1930 que influyó en las composición étnica de las ciudades.
| Europeo | Amerindio | Subsahariano | Arábigo | Oriental | Estudio | Año  | Fuente                                       |
| ------- | --------- | ------------ | ------- | -------- | --- | ---- | -------------------------------------------- |
| 81.5 %  | 18.6 %    | —            | —       | —        | (Quiroga et al, 1985): Frecuencia de grupos sanguíneos y disminución de Rh negativo en población argentina                            | 1985 | (Fuente oficíal) Universidad de Buenos Aires |
| 78.0 %  | 19.4 %    | 2.4 %        | —       | —        | (Seldin et al, 2006): Argentine population genetic structure: Large variance in Amerindian contribution                               | 2006 | American Journal of Physical Anthropology    |
| 60.1 %  | 30.8 %    | 9.0 %        | —       | —        | (Oliveira, 2008): O impacto das migrações na constituição genética de populações latino-americanas                                    | 2008 | Universidad de Brasilia                      |
| 78.5 %  | 17.3 %    | 4.2 %        | —       | —        | (Corach et al, 2009): Inferring Continental Ancestry of Argentineans from Autosomal, Y-Chromosomal and Mitochondrial DNA              | 2009 | Annals of Human Genetics                     |
| 65.0 %  | 31.0 %    | 4.0 %        | —       | —        | (Avena et al, 2012): Heterogeneity in Genetic Admixture across Different Regions of Argentina                                         | 2012 | Plos One Genetics                            |
| 67.3 %  | 27.7 %    | 3.6 %        | —       | 1.4 %    | (Homburguer et al, 2015): Genomic Insights into the Ancestry and Demographic History of South America                                 | 2015 | Plos One Genetics                            |
| 52.0 %  | 27.0 %    | 9.0 %        | 9.0 %   | —        | National Geographic: The Genographic Project, Reference Populations, Geno 2.0 Next Generation                                         | 2016 | National Geographic                          |
| 66.5 %  | 30.4 %    | 2.6 %        | —       | —        | (Parolin et al, 2019): Genetic admixture patterns in Argentinian Patagonia                                                            | 2019 | Plos One Genetics                            |
| 77.8 %  | 17.9 %    | 4.2 %        | —       | —        | (Caputo et al, 2021): Ancestral genetic legacy of the extant population of Argentina as predicted by autosomal and X-chromosomal DIPs | 2021 | Springer Link                                |

Desde la década de 1930 la inmigración europea se fue reduciendo gradualmente. A partir de la década de 1990 predominaron los flujos migratorios provenientes de países limítrofes y sudamericanos, principalmente de Bolivia, Perú y Paraguay, los cuales habían existido desde hacía siglos, pero que se "dispararon" en las décadas de 1990 y 2000. Junto a estos tres países se suman los de inmigrantes de Chile, Uruguay, Colombia, Cuba y República Dominicana. Desde Asia comenzaron a llegar inmigrantes provenientes de Corea del Sur en los años 60, Taiwán en los años 80, y de China continental en los años 90, este último grupo desarrolló un rápido crecimiento, llegado en 2013 a ser el cuarto grupo inmigratorio más grande, únicamente debajo de paraguayos, bolivianos y peruanos.

## Estadísticas demográficas realizadas por el INDEC y por CIAWorld Factbook
A continuación datos tomando como números de cálculo los datos del censo de 2022 realizado por el INDEC (en población), y otros datos sobre la base de datos de la CIA World Factbook (edad mediana y tasa de crecimiento poblacional total):

### Población argentina en 2022
45 892 285 (censo de 2022-INDEC)
0-14 años: 21.94 %, 10 069 073 (varones 5 107 832/mujeres 4 961 241)
15-64 años: 65.75 %, 30 176 291 (varones 14 654 369/mujeres 15 521 922)
65 años y más: 12.31 %, 5 373 423 (varones 2 248 680/mujeres 3 124 743)

### Población argentina estimada o proyectada para 2023
46 621 847 (2023 est. CIA World Factbook)
0-14 años: 23.51 % (varones 5 645 070/mujeres 5 316 156)
15-64 años: 63.83 % (varones 14 929 084/mujeres 14 827 733)
65 años y más: 12.66 % (varones 2 511 984/mujeres 3 391 820)

### Edad mediana
Total: 33 años (2023 est. CIA World Factbook)
Varones: 31.8 años
Mujeres: 34.3 años

### Tasa de crecimiento poblacional total
0.80 % (2023 est. CIA World Factbook)
1.44 % anual entre 2010 y 2022 según los respectivos censos argentinos de esos dos años en particular.